# Radomir Antić
Radomir Antić, Szerbül: Радомир Антић (Begaszentgyörgy, 1948. november 22. – Madrid, Spanyolország, 2020. április 6.) jugoszláv válogatott szerb labdarúgó, edző.
Edzői pályafutása során ő az egyetlen edző, aki az Atlético Madridot, a Barcelonát és a Real Madridot is irányította.
A szerb válogatott szövetségi kapitánya volt a 2010-es világbajnokságon.

## Sikerei, díjai

### Játékosként
Partizan
- Jugoszláv bajnok (1): 1975–76

Fenerbahçe
- Török bajnok (1): 1977–78

### Edzőként
Partizan
- Jugoszláv bajnok (2): 1985–86, 1986–87

Atlético Madrid
- Spanyol bajnok (1): 1995–96
- Spanyol kupa (1): 1995–96